# Helioprosopa electilis
Helioprosopa electilis är en tvåvingeart som beskrevs av Henry J. Reinhard 1964. Helioprosopa electilis ingår i släktet Helioprosopa och familjen parasitflugor. Inga underarter finns listade i Catalogue of Life.